# Salernitana Sport 1992-1993
Questa pagina raccoglie i dati riguardanti la Salernitana Sport nelle competizioni ufficiali della stagione 1992-1993.

## Stagione
Nuovo allenatore per la Salernitana 1992-1993: giunge a Salerno il tecnico Giuliano Sonzogni, mentre il nuovo direttore sportivo è Renzo Castagnini.
La squadra viene notevolmente rinforzata: Sonzogni porta con sé dal Licata i suoi pupilli Massimiliano De Silvestro, Claudio Grimaudo, e Francesco Tudisco, che entreranno subito nel cuore dei tifosi sfoderando eccellenti prestazioni. Arriva anche il talentuoso fantasista Pietro Strada e, soprattutto, a novembre il goleador Giovanni Pisano, destinato a lasciare un segno indelebile nella storia della Salernitana.
Gli uomini di Sonzogni cominciano bene la stagione, arrivando sino al terzo turno della Coppa Italia Serie C. Anche in campionato le cose vanno egregiamente, con i granata capaci di collezionare 22 risultati utili consecutivi (che resta attualmente il record di imbattibilità assoluto della Salernitana) che consentono di lottare gomito a gomito con Perugia, Acireale e Palermo per la promozione in Serie B. Ma proprio gli scontri diretti contro Palermo e Acireale risulteranno decisivi nel condannare i granata alla permanenza in C1. Infatti un rigore concesso ai rosanero negli ultimi minuti di gioco consente loro di vincere in casa, mentre i campani non vanno oltre lo 0-0 interno contro l'Acireale anche a causa di un calcio di rigore tirato da Strada e parato da Amato. In seguito due sconfitte consecutive, a Barletta e Avellino fanno sfumare l'obiettivo del ritorno tra i cadetti proprio a poche giornate dal termine del campionato.

## Divise e sponsor
Lo sponsor tecnico per la stagione 1992-1993 è Devis, mentre lo sponsor ufficiale è CRAS. La prima maglia è granata con pantaloncini neri e calzettoni granata.
| Casa |

## Mercato
Acquisti: Michele Di Benedetto, Luigi Genovese (P), Emilio Affuso, Mauro Cellini, Mauro Facci, Stefano Fattori, Andrea Guerra, Mario Somma (D), Vladimiro Caramel, Giuseppe Lo Polito, Pietro Strada, Francesco Tudisco (C), Massimiliano De Silvestro, Vincenzo Di Maio, Gianni Matticari, Tiziano Naimoli, Giovanni Pisano, Massimiliano Santaniello, Stefano Sgherri (A)
Cessioni: Emiliano Zangara (P), Antonio Amatruda, Roberto Andreoli, Angelo Carpineta, Antonio Ciraci, Gianluca Grassadonia, Mark Iuliano, Giorgio Taormina (D), Luigino Dal Prà, Giuseppe De Palma, Vincenzo De Sio, Gian Piero Gasperini, Luciano Mauro, Corrado Urbano, Daniele Pasa, Marco Pecoraro Scanio (C), Roberto Rovani (A)

## Rosa
| N. |                   | Ruolo | Calciatore           |
| -- | ----------------- | ----- | -------------------- |
|    | Italia (bandiera) | P     | Michele Di Benedetto |
|    | Italia (bandiera) | P     | Antonio Efficie      |
|    | Italia (bandiera) | P     | Luigi Genovese       |
|    | Italia (bandiera) | D     | Emilio Affuso        |
|    | Italia (bandiera) | D     | Mauro Cellini        |
|    | Italia (bandiera) | D     | Mauro Facci          |
|    | Italia (bandiera) | D     | Stefano Fattori      |
|    | Italia (bandiera) | D     | Ciro Ferrara         |
|    | Italia (bandiera) | D     | Claudio Grimaudo     |
|    | Italia (bandiera) | D     | Andrea Guerra        |
|    | Italia (bandiera) | D     | Claudio Lombardo     |
|    | Italia (bandiera) | D     | Mario Somma          |
|    | Italia (bandiera) | C     | Vladimiro Caramel    |
|    | Italia (bandiera) | C     | Gabriele Landi       |

| N. |                   | Ruolo | Calciatore                |
| -- | ----------------- | ----- | ------------------------- |
|    | Italia (bandiera) | C     | Giuseppe Lo Polito        |
|    | Italia (bandiera) | C     | Pietro Strada             |
|    | Italia (bandiera) | C     | Francesco Tudisco         |
|    | Italia (bandiera) | A     | Stefano Casale            |
|    | Italia (bandiera) | A     | Massimiliano De Silvestro |
|    | Italia (bandiera) | A     | Vincenzo Di Maio          |
|    | Italia (bandiera) | A     | Tiziano D'Isidoro         |
|    | Italia (bandiera) | A     | Fabio Fratena             |
|    | Italia (bandiera) | A     | Gianni Matticari          |
|    | Italia (bandiera) | A     | Tiziano Naimoli           |
|    | Italia (bandiera) | A     | Giovanni Pisano           |
|    | Italia (bandiera) | A     | Massimiliano Santaniello  |
|    | Italia (bandiera) | A     | Stefano Sgherri           |

## Risultati

### Campionato

#### Girone di andata
| 30 agosto 1992 1ª giornata | Salernitana | 0 – 0 | Siracusa |  |

| 6 settembre 1992 2ª giornata | Casertana | 0 – 0 | Salernitana |  |

| 13 settembre 1992 3ª giornata | Salernitana | 2 – 0 | Chieti |  |

| 20 settembre 1992 4ª giornata                          | Perugia   | 1 – 0 | Salernitana |  |
| \| \| \| \| \| Giovanni Cornacchini \| Marcatori \| \| |           |       |             |  |
|                                                        |           |       |             |  |
| Giovanni Cornacchini                                   | Marcatori |       |             |  |

| Salerno 27 settembre 1992 5ª giornata | Salernitana              | 0 – 0 | Nola | Stadio Arechi (8.889 spett.)\| Arbitro: \| Fiorenzo Treossi (Forlì) \| |
| Arbitro:                              | Fiorenzo Treossi (Forlì) |       |      |                                                                        |

| 4 ottobre 1992 6ª giornata | Casarano | 1 – 1 | Salernitana |  |

| 18 ottobre 1992 7ª giornata | Ischia Isolaverde | 1 – 1 | Salernitana |  |

| 25 ottobre 1992 8ª giornata | Salernitana | 1 – 0 | Messina |  |

| 1º novembre 1992 9ª giornata | Reggina | 1 – 1 | Salernitana |  |

| 8 novembre 1992 10ª giornata                                                          | Salernitana | 3 – 1 | Palermo |  |
| \| \| \| \| \| Vladimiro Caramel Giovanni Pisano Vladimiro Caramel \| Marcatori \| \| |             |       |         |  |
|                                                                                       |             |       |         |  |
| Vladimiro Caramel Giovanni Pisano Vladimiro Caramel                                   | Marcatori   |       |         |  |

| 15 novembre 1992 11ª giornata                      | Acireale  | 0 – 1            | Salernitana |  |
| \| \| \| \| \| \| Marcatori \| Gianni Matticari \| |           |                  |             |  |
|                                                    |           |                  |             |  |
|                                                    | Marcatori | Gianni Matticari |             |  |

| 22 novembre 1992 12ª giornata | Salernitana | 2 – 0 | Barletta |  |

| 29 novembre 1992 13ª giornata | Salernitana | 0 – 0 | Avellino |  |

| 16 dicembre 1992 14ª giornata | Giarre | 0 – 0 | Salernitana |  |

| 13 dicembre 1992 15ª giornata | Salernitana | 0 – 0 | Catania |  |

| 20 dicembre 1992 16ª giornata | Potenza | 0 – 0 | Salernitana |  |

| 27 dicembre 1992 17ª giornata | Salernitana | 1 – 0 | Lodigiani |  |

#### Girone di ritorno
| 24 gennaio 1993 18ª giornata | Siracusa | 0 – 1 | Salernitana |  |

| 31 gennaio 1993 19ª giornata | Salernitana | 2 – 2 | Casertana |  |

| 7 febbraio 1993 20ª giornata | Chieti | 0 – 0 | Salernitana |  |

| 14 febbraio 1993 21ª giornata | Salernitana | 0 – 0 | Perugia |  |

| Nola 21 febbraio 1993 22ª giornata | Nola                      | 0 – 0 | Salernitana | Stadio Comunale Piazza d'Armi (5.000 spett.)\| Arbitro: \| Zuccolini (Reggio Emilia) \| |
| Arbitro:                           | Zuccolini (Reggio Emilia) |       |             |                                                                                         |

| 7 marzo 1993 23ª giornata | Salernitana | 1 – 1 | Casarano |  |

| 14 marzo 1993 24ª giornata | Salernitana | 3 – 1 | Ischia Isolaverde |  |

| 21 marzo 1993 25ª giornata | Messina | 0 – 0 | Salernitana |  |

| 28 marzo 1993 26ª giornata | Salernitana | 1 – 1 | Reggina |  |

| 4 aprile 1993 27ª giornata | Palermo | 2 – 1 | Salernitana |  |

| 18 aprile 1993 28ª giornata | Salernitana | 0 – 0 | Acireale |  |

| 25 aprile 1993 29ª giornata | Barletta | 3 – 1 | Salernitana |  |

| 2 maggio 1993 30ª giornata | Avellino | 1 – 0 | Salernitana |  |

| 9 maggio 1993 31ª giornata | Salernitana | 0 – 0 | Giarre |  |

| 16 maggio 1993 32ª giornata | Catania | 1 – 2 | Salernitana |  |

| 23 maggio 1993 33ª giornata | Salernitana | 2 – 1 | Potenza |  |

| 30 maggio 1993 34ª giornata | Lodigiani | 1 – 1 | Salernitana |  |